# Эггендорф (Нижняя Австрия)
Эггендорф (нем. Eggendorf (Niederösterreich)) — коммуна (нем. Gemeinde) в Австрии, в федеральной земле Нижняя Австрия.
Входит в состав округа Винер-Нойштадт. Население составляет 4243 человека (на 31 декабря 2005 года). Занимает площадь 20,52 км². Официальный код — 32305.

## Политическая ситуация
Бургомистр коммуны — Томас Поллак (SPMT) по результатам выборов 2005 года.
Совет представителей коммуны (нем. Gemeinderat) состоит из 25 мест.
- СДПА занимает 8 мест.
- Партия SPMT занимает 7 мест.
- Партия BI занимает 5 мест.
- Партия WUKI занимает 3 места.
- АНП занимает 2 места.